# Joseph Hunaerts
| Odkryte planetoidy: 2 | Odkryte planetoidy: 2 |
| --------------------- | --------------------- |
| (1423) Jose           | 28 sierpnia 1936      |
| (1637) Swings         | 28 sierpnia 1936      |

Joseph J. Hunaerts (ur. 6 lipca 1912 w Brukseli, zm. 19 marca 1979) – belgijski astronom.

## Życiorys
Studiował astrofizykę na uniwersytecie w Brukseli, uzyskał tam tytuł Doctor of Science. Od 1936 roku pracował w Observatoire Royal de Belgique w Uccle. W tym samym roku odkrył tam dwie planetoidy. Zajmował się również badaniami jonosfery oraz widm Słońca i komet. Był członkiem Międzynarodowej Unii Astronomicznej.